# Лён таврический
Лён таври́ческий[уточнить] (лат. Línum taurícum) — вид многолетних травянистых растений рода Лён семейства Льновые.

## Биологическое описание
Имеет крупное многоцветковое соцветие-зонтик из 10—20 желтых цветков до 3 см в диаметре каждый. Стебли достигают 50 см в высоту.

## Распространение
Распространен в Крыму, оттуда произошло название этого вида льна (Таврика — древнее название Крыма). Также лён таврический произрастает на территории юго-восточной Европы (Россия, Белоруссия, Украина, Польша и др.)

## Таксономия
- Linum tauricum subsp. albanicum (Janch.) Greuter & Burdet
- Linum tauricum subsp. bosphori P.H.Davis
- Linum tauricum subsp. bulgaricum (Podp.) Petrova
- Linum tauricum subsp. linearifolium (Lindem.) Petrova = Linum linearifolium (Lindem.) Jáv. — льон лінійнолистий
- Linum tauricum subsp. serbicum (Podp.) Petrova
- Linum tauricum Willd. subsp. tauricum